# Tom Burke
Thomas Edward Burke (Boston, 15 de enero de 1875 − Boston, 14 de febrero de 1929) fue un atleta estadounidense. Ganó dos medallas de oro en atletismo en los Juegos Olímpicos de Atenas 1896, en las especialidades de 100 m y 400 m. Espectadores y otros competidores quedaron sorprendidos por el estilo de arranque agachado, todavía desconocido fuera de los Estados Unidos, su altura era de 178cm y su peso de 74kg.
Burke destacó posteriormente como abogado y comentarista deportivo para algunos periódicos de Boston y entrenador de atletismo. 
En lo deportivo, fue entrenador deportivo y promotor del maratón de Boston, inspirado en el evento de los Juegos Olímpicos.